# تپه چغا بلی
تپه چغا بلی مربوط به سده‌های اولیه و میانه دوران‌های تاریخی پس از اسلام است و در شهرستان چرداول، بخش هلیلان، دهستان هلیلان، ۲/۵ کیلومتری شمال غرب شهرک توحید واقع شده و این اثر در تاریخ ۲۶ اسفند ۱۳۸۷ با شمارهٔ ثبت ۲۶۰۰۷ به‌عنوان یکی از آثار ملی ایران به ثبت رسیده است.